# Kibakoganea kumei
Kibakoganea kumei är en skalbaggsart som beskrevs av Hirasawa 1989. Kibakoganea kumei ingår i släktet Kibakoganea och familjen Rutelidae. Inga underarter finns listade i Catalogue of Life.